# Premonizione
La premonizione in termini generali indica una sensazione nella quale l'individuo sembra percepire informazioni su eventi futuri prima che accadano; nell'ambito della parapsicologia si indica come premonizione l'ipotetico potere paranormale che permetterebbe alle persone di vedere il futuro o ciò che accade in altri luoghi, sotto forma di sogni e/o visioni e assume il nome di chiaroveggenza.